# Новоград-Волинська операція
Новоград-Волинська операція (19-27 червня 1920) — наступ військ 1-ї Кінної Армії РСЧА під час радянсько-польської війни 1919—1921 проти польських військ з метою оволодіння Новоград-Волинським.

## Передісторія
Під час проведеного радянським Південно-Західним фронтом наступальної (Київської операції) було завдано поразки польським військам, які почали відступати на захід. Однак спроба силами 1-ї Кінної Армії оточити і повністю розгромити 3-ю польську армію не була успішною. Головним силам 3-ї армії вдалося відійти на Коростень.
До складу 1-ї Кінної армії (командувач — С. М. Будьонний, члени РВР — К. Є. Ворошилов, О. О. Щаденко, С. К. Мінін) входили 4-та, 11-та, 14-та і 6-та кавалерійські дивізії, а також 45-та стрілецька дивізія. Армія налічувала близько 3 тисяч багнетів, близько 16,5 тисяч шабель, 670 кулеметів, близько 100 гармат.
Частини 3-ї польської армії займали рубіж річок вуж, Уборть і Случ. У районі Новоград-Волинського тримала оборону група "Случ" генерала Ромера (2 піхотних і 1 кавалерійська дивізії), в якій налічувалося близько 21 тисяч багнетів, 3 тисячі шабель, 360 кулеметів і 60 гармат.

## Плани сторін
Директива РВР Південно-Західного фронту від 15 червня 1920 р. ставила 1-й кінній армії завдання оволодіти районом Новоград-Волинського, а потім почати наступ на Рівне. Задум командування 1-ї Кінної Армії полягав у тому, щоб завдати основного удару силами 4-ї, 11-ї і 14-ї кавалерійських дивізій в загальному напрямку на Яблонець, обходячи Коростенський залізничний вузол із заходу, 6-та кавалерійська дивізія мала завдавати удару на Новоград-Волинський зі сходу, 45-та стрілецька дивізія наступати на Шепетівку з метою забезпечення стійкості лівого флангу армії.

## Хід операції
1-й Кінна армія почала наступ вранці 19 червня 1920 р. на ділянці Сушки, Рясно, Бараші, Симони, але успіху не досягла. У той же день частини 12-ї армії (командувач Г. К. Восканов) вийшли до Коростеня. З урахуванням цього факту командування Південно-Західного фронту змінило план дій 1-ї Кінної Армії. За новим планом 4-та, 11-та і 6-та кавалерійські дивізії повинні були завдавати ударів з півночі, північного заходу і Сходу з метою оволодіти Новоград-Волинським, а 14-та кавалерійська дивізія повинна була посприяти 12-й армії в оволодінні Коростенем.
20 Червня 11-та кавалерійська дивізія зайняла Киянку, 6-та кавалерійська дивізія взяла Кутузівку, 4-та кавалерійська дивізія висунулася в район Яблонець, Неділище, а 14-та кавалерійська дивізія взяла Усолуск. 7-а стрілецька дивізія 12-ї армії 20 Червня зайняла Коростень. Польські війська в ніч на 22 червня почали відступ на лінію Рогачів, Новоград-Волинський, Ємільчино, де була завчасно створена смуга оборони.
23-24 червня війська 1-ї Кінної Армії намагалися прорвати оборону противника на північ від Новоград-Волинського, польські частини не тільки оборонялися, а й переходили в контратаки. Тому головні сили 1-ї Кінної Армії в ніч на 26 червня здійснили перегрупування. 4-та кавалерійська дивізія і бригада 11-ї кавалерійської дивізії продовжували сковувати противника на північ від Новоград-Волинського (на ділянці Чижівка, Івашківка), а 6-та кавалерійська дивізія переправилася через річку Случ і захопила плацдарм в районі Івашківки, 45-та стрілецька дивізія форсувала річку в районі Баранівки.
На світанку 27 червня в районі Лубчиці форсувала Случ ще одна бригада 11-ї кавалерійської дивізії, яка перебувала в армійському резерві, 6-а кавалерійська дивізія за підтримки двох бригад 11-ї кавалерійської дивізії атакувала Новоград-Волинський із Заходу і після запеклого бою зайняла його. 14-та кавалерійська дивізія, використовуючи досягнутий успіх, форсувала річку Случ і зайняла Суємці. Польські війська почали швидкий відступ на Корець і Шепетівку, частини 1-ї Кінної армії почали переслідування противника.

## Підсумок
Польські війська, піддавшись раптовим фланговим ударам, почали відступати по всьому фронту на захід. 28 червня 45-та стрілецька дивізія зайняла Новий Миропіль. Успішно наступали й інші війська радянського Південно-Західного фронту: 12-а армія зайняла Мозир, Овруч і Білокоровичі, а 14-та армія — Жмеринку. Для військ Південно-Західного фронту створилися сприятливі умови для проведення Рівненської операції.

## Примітка
1. 1 2 3 4 5 6 7 8 9  Новоград-Волынская операция 1920 // Гражданская война и военная интервенция в СССР. Энциклопедия. — М.: Советская энциклопедия, 1983.
2. ↑  Мельтюхов М. И. Советско-польские войны. — М.: Вече, 2001. С. 48—65
3. ↑  Какурин Н., Меликов В. Гражданская война в России: Война с белополяками. — М.: ACT; СПб.: Terra Fantastica, 2002. С. 210—281
4. 1 2  Новоград-Волынская операция 1920 // Линия адаптивной радиосвязи — Объектовая противовоздушная оборона / [под общ. ред. Н. В. Огаркова]. — М. : Военное изд-во М-ва обороны СССР, 1978. — С. 615—616. — (Советская военная энциклопедия : [в 8 т.] ; 1976—1980, т. 5). (рос.)